# القبلي (إب)

تعديل مصدري - تعديل

القبلي هي إحدى قرى عزلة بني محرم بمديرية إب التابعة لمحافظة إب، بلغ تعداد سكانها 1033 نسمة حسب تعداد اليمن لعام 2004.